# Campionat de Catalunya de natació - 50 metres papallona
Els 50 metres papallona és una prova del Campionat de Catalunya de natació que es realitza des de la temporada 1991-92 tant en categoria masculina com femenina, organitzada per la Federació Catalana de Natació (FCN). És la prova més ràpida de la modalitat de la papallona.
En categoria masculina el primer vencedor fou Marc Verdaguer Jimeno del CN Sabadell, amb un temps de 26 segons. Dos anys més tard el tinerfeny, també del Sabadell, Carlos Javier Sánchez González fou el primer que guanyà amb un temps inferior als 25 segons (24.67). En categoria femenina la primera campiona en la prova fou Mònica Cuervo Muñoz del Sabadell amb un temps de 30.13. L'any 2009 la nedadora del CN Tortosa Anna Aïda Martí Arasa fou la primera que guanyà baixant del 28 segons (27.95).
Fins a l'any 2023, tres nedadors han guanyat el campionat de 50 metres papallona en categoria masculina en cinc ocasions, que són Alberto Lozano Mateos, Carlos Javier Sánchez González i Daniel Morales Robert. En categoria femenina també tres nedadores són les que més campionats han guanyat, amb quatre campionats. Aquestes són Consol Isaac Peidró, Lidón Muñoz del Campo i Mònica Cuervo Muñoz.

## Historial

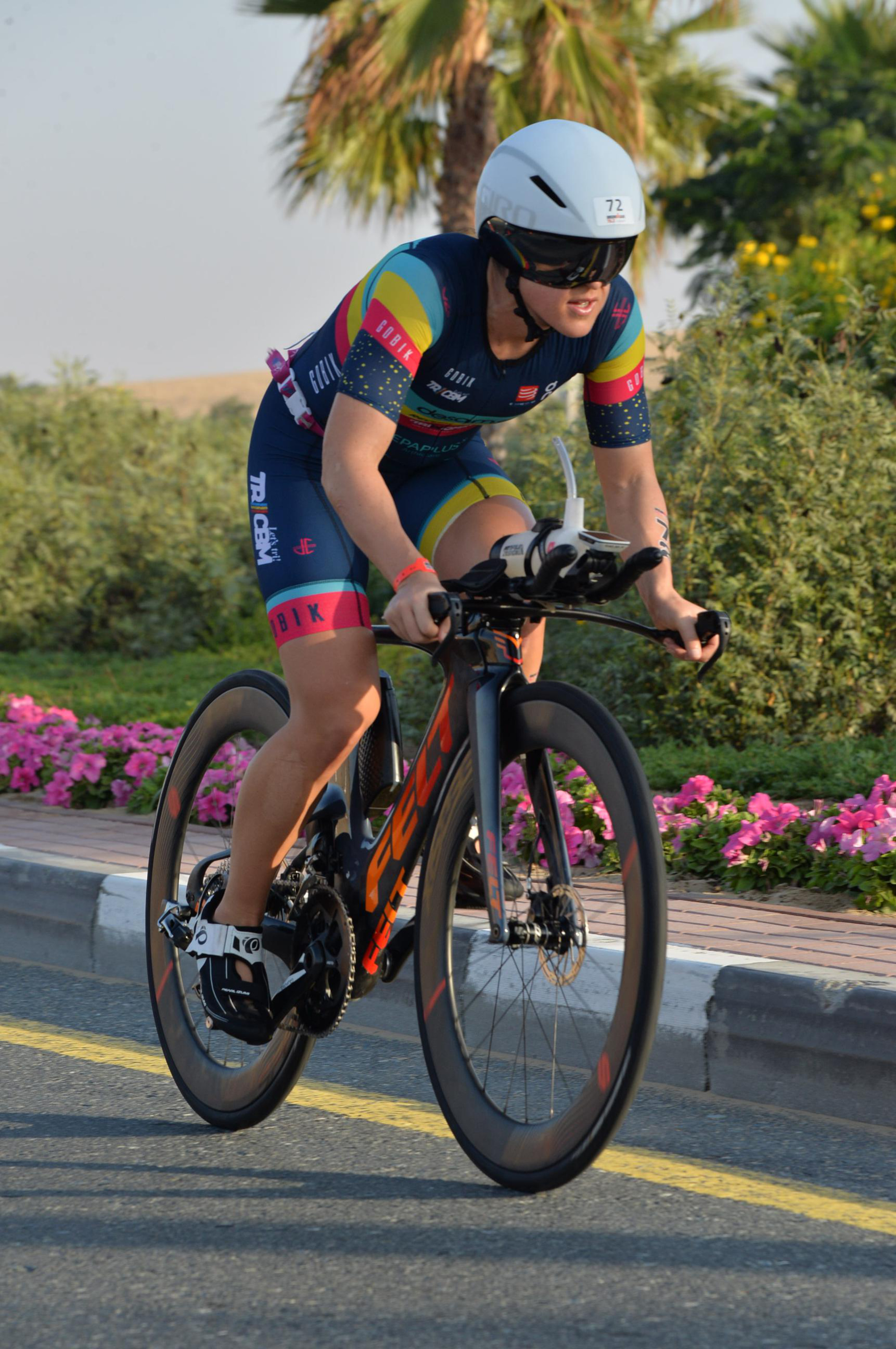
Judith Corachán Vaquera, de l'Hospitalet, guanyà el Campionat de Catalunya l'any 2001. També fou una destacada triatleta.

| Edició   | Data    | Competició masculina   | Competició masculina | Competició masculina | Competició femenina    | Competició femenina | Competició femenina | refs.       |
| Edició   | Data    | Campió                 | Club                 | Temps                | Campiona               | Club                | Temps               | refs.       |
| -------- | ------- | ---------------------- | -------------------- | -------------------- | ---------------------- | ------------------- | ------------------- | ----------- |
| LXXIII   | 1991-92 | Marc Verdaguer Jimeno  | CN Sabadell          | 26.01                | Mònica Cuervo Muñoz    | CN Sabadell         | 30.13               | [ 2 ] [ 3 ] |
| LXXIV    | 1992-93 | Carlos J. Sánchez      | CN Sabadell          | 25.15                | Mònica Cuervo Muñoz    | CN Sabadell         | 28.80               | [ 2 ] [ 3 ] |
| LXXV     | 1993-94 | Carlos J. Sánchez      | CN Sabadell          | 24.67                | Mònica Cuervo Muñoz    | CN Sabadell         | 29.30               | [ 2 ] [ 3 ] |
| LXXVI    | 1994-95 | Carlos J. Sánchez      | CN Sabadell          | 25.09                | Mònica Cuervo Muñoz    | CN Sabadell         | 29.37               | [ 2 ] [ 3 ] |
| LXXVII   | 1995-96 | Carlos J. Sánchez      | CN Sabadell          | 25.39                | Anna Morgades          | CN Vilafranca       | 29.50               | [ 2 ] [ 3 ] |
| LXXVIII  | 1996-97 | Carlos J. Sánchez      | CN Sabadell          | 25.34                | Consol Isaac Peidró    | CN Catalunya        | 29.19               | [ 2 ] [ 3 ] |
| LXXIX    | 1997-98 | Josep M. Rojano        | CN Sabadell          | 26.28                | Consol Isaac Peidró    | CN Catalunya        | 29.55               | [ 2 ] [ 3 ] |
| LXXX     | 1998-99 | Daniel Morales Robert  | CN Granollers        | 25.25                | Anna Morgades          | CN Montjuïc         | 28.87               | [ 2 ] [ 3 ] |
| LXXXI    | 1999-00 | Daniel Morales Robert  | CN Granollers        | 25.14                | Consol Isaac Peidró    | CN Granollers       | 28.99               | [ 2 ] [ 3 ] |
| LXXXII   | 2000-01 | Daniel Morales Robert  | CE Mediterrani       | 25.46                | Judith Corachán        | CN Hospitalet       | 29.74               | [ 2 ] [ 3 ] |
| LXXXIII  | 2001-02 | Carlos Ballesteros     | CN Sant Andreu       | 25.13                | Consol Isaac Peidró    | CE Mediterrani      | 28.86               | [ 2 ] [ 3 ] |
| LXXXIV   | 2002-03 | Daniel Morales Robert  | CE Mediterrani       | 25.23                | Natàlia Cabrerizo      | CE Mediterrani      | 29.12               | [ 2 ] [ 3 ] |
| LXXXV    | 2003-04 | Juan José Ulacia       | CN Sabadell          | 25.75                | Erika Delgado Cazorla  | CN Sabadell         | 29.64               | [ 2 ] [ 3 ] |
| LXXXVI   | 2004-05 | Carlos Ballesteros     | CN Sant Andreu       | 25.37                | Anna Lídia Coca        | CN Sabadell         | 28.89               | [ 2 ] [ 3 ] |
| LXXXVII  | 2005-06 | Daniel Morales Robert  | CN Mataró            | 25.40                | Anna Lídia Coca        | CN Sabadell         | 28.84               | [ 2 ] [ 3 ] |
| LXXXVIII | 2006-07 | Josua Samios Cano      | CN Mataró            | 25.59                | Laia Quintilla Modrego | CE Mediterrani      | 29.37               | [ 2 ] [ 3 ] |
| LXXXIX   | 2007-08 | Àlex Villaecija Garcia | CN Sant Andreu       | 25.27                | Carla Campo Casajús    | CN Terrassa         | 28.76               | [ 2 ] [ 3 ] |
| XC       | 2008-09 | Joaquín Belza          | CN Barcelona         | 24.29                | Anna Aïda Martí        | CN Tortosa          | 27.95               | [ 2 ] [ 3 ] |
| XCI      | 2009-10 | Joaquín Belza          | CN Barcelona         | 25.21                | Anna Aïda Martí        | CN Tortosa          | 27.87               | [ 2 ] [ 3 ] |
| XCII     | 2010-11 | Adam Plutecki          | CN Terrassa          | 25.11                | Carla Campo Casajús    | CN Terrassa         | 28.50               | [ 2 ] [ 3 ] |
| XCIII    | 2011-12 | Carlos Leñador Rivas   | CN Sabadell          | 25.02                | Carla Campo Casajús    | CN Terrassa         | 28.76               | [ 2 ] [ 3 ] |
| XCIV     | 2012-13 | Albert Puig Garrich    | CN Terrassa          | 25.16                | Alena Popchanka        | CN Sabadell         | 27.91               | [ 2 ] [ 3 ] |
| XCV      | 2013-14 | Juan Miguel Rando      | CN Sant Andreu       | 24.67                | Lídia Huete Oviedo     | CN Olot             | 28.31               | [ 2 ] [ 3 ] |
| XCVI     | 2014-15 | Konrad Cerniak         | CN Sabadell          | 24.17                | Àfrica Zamorano        | CN Sant Andreu      | 28.14               | [ 2 ] [ 3 ] |
| XCVII    | 2015-16 | Esnáider Rey Reales    | CN Terrassa          | 25.13                | Carmen Herrero         | CN Terrassa         | 28.31               | [ 2 ] [ 3 ] |
| XCVIII   | 2016-17 | Albert Puig Garrich    | CN Terrassa          | 24.66                | Lidón Muñoz            | CN Sant Andreu      | 27.70               | [ 2 ] [ 3 ] |
| XCIX     | 2017-18 | Alberto Lozano Mateos  | CN Sant Andreu       | 24.38                | Judit Ignacio          | CN Sabadell         | 27.59               | [ 2 ] [ 3 ] |
| C        | 2018-19 | Alberto Lozano Mateos  | CN Sant Andreu       | 24.51                | Lidón Muñoz            | CN Sant Andreu      | 28.22               | [ 2 ] [ 3 ] |
| CI       | 2019-20 | Alberto Lozano Mateos  | CE Mediterrani       | 24.35                | Lidón Muñoz            | CN Sant Andreu      | 27.63               | [ 2 ] [ 3 ] |
| CII      | 2020-21 | Alberto Lozano Mateos  | CE Mediterrani       | 24.39                | Alba Guillamón Novo    | CN Sant Andreu      | 28.11               | [ 2 ] [ 3 ] |
| CIII     | 2021-22 | Alberto Lozano Mateos  | CE Mediterrani       | 24.47                | Lidón Muñoz            | CN Sant Andreu      | 27.87               | [ 2 ] [ 3 ] |
| CIV      | 2022-23 | Alejandro Calderón     | CN Terrassa          | 24.76                | Emma Carrasco Cadens   | CN Sant Andreu      | 27.75               | [ 2 ] [ 3 ] |